# Irina Odăgescu-Țuțuianu
Irina Odagescu-Tutuianu (født 23. maj 1937 i Bukarest, Rumænien) er en rumænsk komponist, professor, lærer og forfatter.
Odagescu-Tutuianu studerede komposition på Musikkonservatoriet i Bukarest hos Alfred Mendelsohn og Tiberiu Olah. Hun studerede også på sommerkurser i Tyskland, hos komponister som f.eks. Karlheinz Stockhausen, Iannis Xenakis og György Ligeti. Odagescu-Tutuiano blev senere professor i komposition på Musikkonservatoriet i Bukarest. Hun har også været gæstelærer i komposition på mange universiteter i USA såsom f.eks. på Fairbanks Universitet i Alaska. Odagescu-Tutuianu har skrevet orkesterværker, symfoniske digte, kammermusik, koncerter, balletmusik, korværker etc. Hun komponerer i moderne kompositionsstil. Odagescu-Tutuianu har skrevet flere lærerbøger om kompositionsteknik og harmonilære til undervisningsbrug.

## Udvalgte værker
- "Toppe" - Symfonisk digtning - for orkester
- "Slaget med ansigt" - Koreografisk digt - for orkester
- "Ungdom uden alderdom og liv uden død" - for stemme og orkester
- "Koncert "Øjeblikke" - for strygerorkester
- "Dramatisk improvisation" - for orkester
- "Spejling" - for kor